# Wasserstraßen-Neubauamt Berlin
Das Wasserstraßen-Neubauamt Berlin (kurz WNA Berlin) ist eines von acht Neubau- bzw. Ausbauämtern der Wasserstraßen- und Schifffahrtsverwaltung des Bundes. Die Behörde ist der Generaldirektion Wasserstraßen und Schifffahrt untergeordnet, die zum Geschäftsbereich des Bundesministeriums für Digitales und Verkehr gehört. Das Wasserstraßen-Neubauamt Berlin wurde im Zuge der Deutschen Einheit gegründet und übernahm Personal aus dem ehemaligen Fachdirektorat Projektierung der Forschungsanstalt für Schiffahrt, Wasser- und Grundbau, dem Wasserstraßenhauptamt Berlin, dem VEB Wasserstraßenbau Berlin sowie der Wasserwirtschaftsverwaltung des Landes Berlin. Die Behörde hat ihren Sitz seit 2001 am Platz der Luftbrücke in Berlin. Zuvor war sie im Haus der Binnenschifffahrt auf der Halbinsel Stralau in Berlin untergebracht.
Das Wasserstraßen-Neubauamt Berlin ist zuständig für den Aus- und Neubau der Wasserstraßen in Brandenburg und Berlin. Insbesondere verantwortet die Behörde das Projekt 17 der Verkehrsprojekte Deutsche Einheit. Zu ihren Aufgaben zählte auch der mittlerweile abgeschlossene Neubau der Schleuse Spandau. Auch der Neubau des Schiffshebewerks Niederfinow als Teil des Bundesverkehrswegeplanes fiel in ihren Zuständigkeitsbereich. Nach Abarbeitung dieser Projekte liegt der Aufgabenschwerpunkt bei Ersatzinvestitionen und der Erarbeitung neuer Aufgaben. Dazu gehört beispielsweise die Herstellung von ökologischer Durchgängigkeit.